# Peppino Garibaldi
El general de brigada Giuseppe Garibaldi II (29 de juliol de 1879 – 19 de maig de 1950), més conegut com a Peppino Garibaldi, va ser un soldat, patriota i revolucionari italià. Era net de Giuseppe Garibaldi.

## Biografia
Garibaldi va néixer a Melbourne, Austràlia, fill de Ricciotti Garibaldi i Harriet Constance Hopcraft.

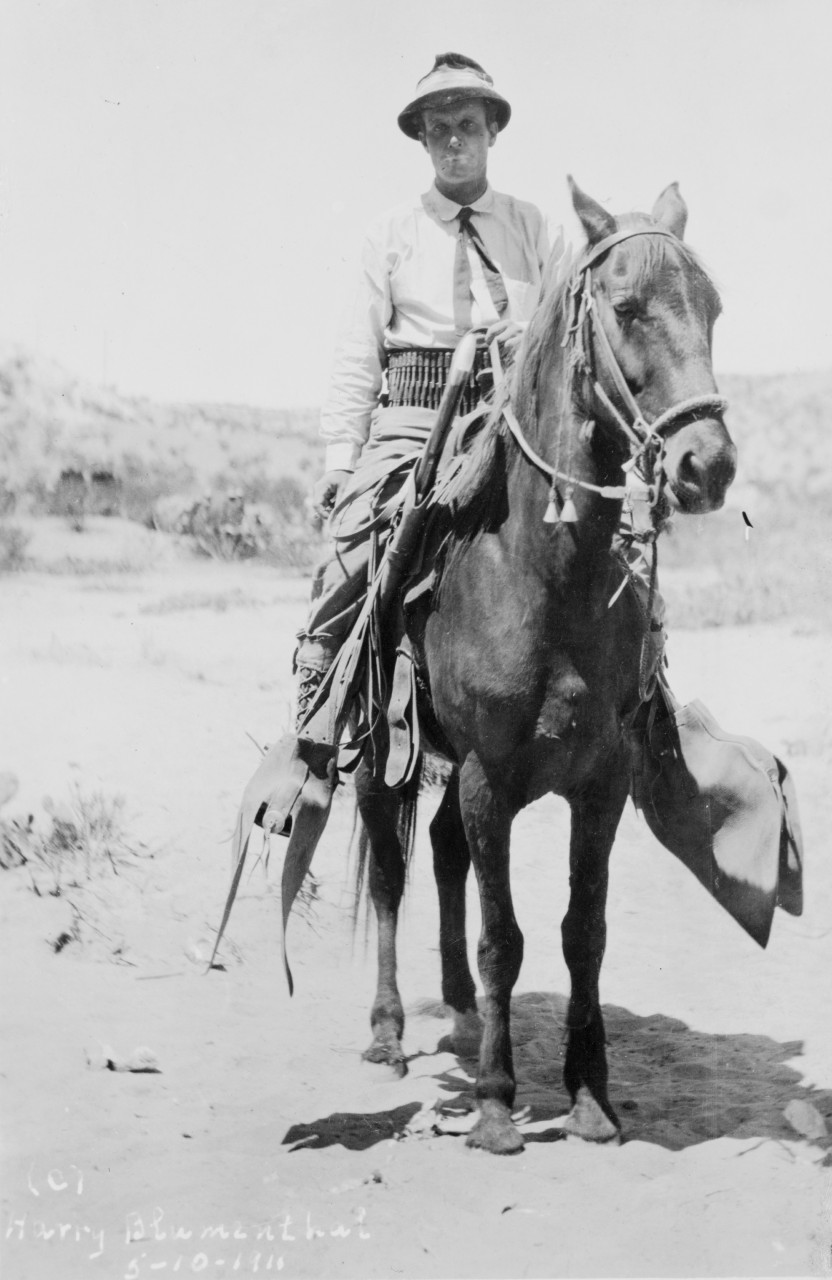
Peppino Garibaldi a Mèxic, 1911

Juntament amb el seu pare, va participar en la guerra greco-turca de 1897 al costat dels grecs i després va lluitar amb els liberals contra Cipriano Castro a Veneçuela, i en altres conflictes a Sud-amèrica. Es va oferir voluntari i va servir amb gran distinció a l'exèrcit britànic durant la Segona Guerra dels Bòers, portant amb ell una espasa donada al seu avi pels treballadors de Tyneside, Anglaterra, el 1854.
Va servir com a tinent coronel ( teniente coronel ) a l'exèrcit de Francisco I. Madero durant les victòries inicials de la revolució mexicana de 1910. La plaça Garibaldi de Ciutat de Mèxic va rebre el seu nom en honor a les seves accions en la batalla de Nuevas Casas Grandes. Pancho Villa va acomiadar el tinent coronel Garibaldi a causa d'una amarga polèmica sobre el mèrit de la victòria a la Primera Batalla de Ciudad Juárez el 1911, però el nom de la plaça (antiga Pila de la Habana ) es va quedar tancat, malgrat la manera com va abandonar l'Exèrcit de la Revolució.
Garibaldi va tornar a servir amb l'exèrcit grec durant la Primera Guerra dels Balcans el 1912.
A l'esclat de la Primera Guerra Mundial, Garibaldi es va unir a l' exèrcit francès al capdavant del 4e régiment de marche du 1er étranger i més tard va lluitar al front italià per a Itàlia. El novembre de 1915 la seva unitat va ser la que va plantar la bandera italiana al cim del Col di Lana. Per això va rebre l'ascens a coronel. Va ser ascendit a general de brigada el juny de 1918, retirant-se de l'exèrcit un any després.
Garibaldi es va oposar al règim del Partit Nacional Feixista de Benito Mussolini que va arribar al poder el 1922 (mentre el seu germà petit Ezio s'hi va posa a favor). Finalment va deixar Itàlia cap als Estats Units, on es va casar amb Madalyn Nichols Taylor. El 1940 va tornar a Itàlia, on el 1943 les autoritats alemanyes el van detenir i empresonar a la presó Regina Coeli de Roma. Després de la guerra es va retirar a la vida privada.
Va morir a Roma el 1950, als 70 anys.

## Plaça Garibaldi a Ciutat de Mèxic
L'any 1921, durant les celebracions del primer centenari de la consumació de la Independència de Mèxic, l'antic tianguis El Baratillo de Ciutat de Mèxic va canviar el seu nom a Plaça Garibaldi en honor a Peppino Garibaldi, (també coneguda com a Plaça Santa Cecilia), que és famós pels grups de mariachis, grups norteños, trios romàntics i grups de música de Veracruz que s'hi reuneixen, vestits amb la seva indumentària típica i equipats amb el seu instruments musicals per dur a terme una serenata.

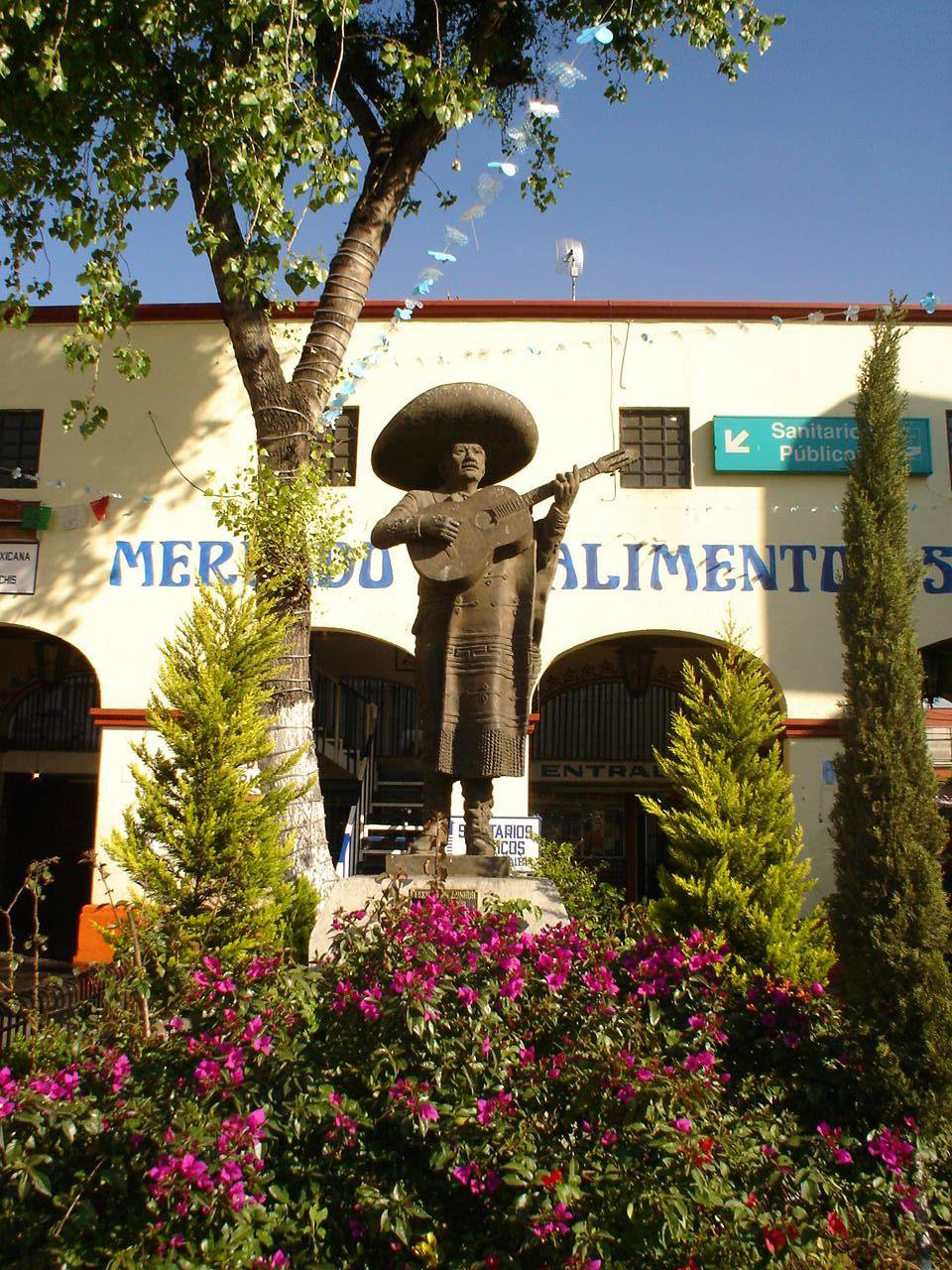
Monument al mariachi a la plaça Garibaldi de la Ciutat de Mèxic